# فاسيل ميتودييف
فاسيل ميتودييف (بالبلغارية: Васил Методиев)‏ (مواليد 6 يناير 1935) هو لاعب كرة قدم. لعب مع منتخب بلغاريا لكرة القدم. سبق له أن لعب في كأس العالم لكرة القدم مع منتخب بلاده.

## روابط خارجية
- فاسيل ميتودييف على موقع الاتحاد الدولي (مؤرشف)  (الإنجليزية)
- فاسيل ميتودييف على موقع قاعدة بيانات كرة القدم.إي يو (الإنجليزية)
- فاسيل ميتودييف على موقع ناشيونال فوتبول تيمز (الإنجليزية)